# Disaffiliazione religiosa
La disaffiliazione religiosa è l'atto di lasciare una fede, un gruppo o una comunità religiosa. Per molti aspetti è il contrario della conversione religiosa. Per questo processo vengono utilizzati diversi altri termini, anche se ognuno di essi può avere significati e connotazioni leggermente diversi. Tale fenomeno è stato oggetto di importanti studi nel corso degli anni.
I ricercatori impiegano una varietà di termini, spesso peggiorativi, per descrivere la disaffiliazione, tra cui defezione, apostasia e disimpegno. Ciò è in contrasto con la scomunica, che è la disaffiliazione da un'organizzazione religiosa imposta in modo punitivo a un membro, piuttosto che intrapresa volontariamente dal membro stesso.
In alcuni casi, la disaffiliazione religiosa viene imposta con la forza tramite espulsione o scomunica. Comunque, nella stragrande maggioranza dei casi la disaffiliazione è volontaria.

## Aspetti psicologici e sociali
Secondo gli studi, non esiste una correlazione diretta tra disaffiliazione religiosa e benessere psicologico. Ad esempio, da un'indagine condotta su più di 20.000 soggetti tra il 1972 e il 1990 che ha esaminato la felicità degli americani che hanno abbandonato la religione, è emerso che c'è poca relazione tra disaffiliazione religiosa e infelicità. Gli studiosi concordano nel dire che per la stragrande maggioranza degli ex-membri l'appartenenza a un gruppo religioso non è altro che un'esperienza di vita come le altre, alla quale riconoscono aspetti positivi e negativi. A dimostrazione di questo c'è il fatto che, secondo diversi studi scientifici, perfino nei gruppi religiosi più discussi "oltre l’85% degli ex-membri non assume una posizione militante ostile al movimento che ha lasciato, ma rifluisce semplicemente nella vita sociale ordinaria". A livello psicologico e sociale, quindi, la disaffiliazione religiosa ha un effetto sostanzialmente neutrale, senza particolari ripercussioni positive o negative sulla psiche o la vita sociale.

## La disaffiliazione religiosa come diritto umano
Nel 1993, il Comitato per i diritti umani delle Nazioni Unite ha dichiarato che l'articolo 18 della Convenzione internazionale sui diritti civili e politici “protegge le credenze teistiche, non teistiche e ateistiche, così come il diritto di non professare alcuna religione o credenza” Il Comitato ha inoltre affermato che “la libertà di avere o di adottare una religione o una credenza comporta necessariamente la libertà di scegliere una religione o una credenza, compreso il diritto di sostituire la propria attuale religione o credenza con un'altra o di adottare opinioni atee”. Ai firmatari della Convenzione è vietato “l'uso della minaccia della forza fisica o di sanzioni penali per costringere i credenti o i non credenti” a rinnegare le proprie convinzioni o a convertirsi. Nonostante ciò, le religioni minoritarie sono ancora perseguitate in molte parti del mondo.